# Michał I Angelos
Michał I Angelos (zm. 1215) – kuzyn cesarzy bizantyńskich Izaaka II i Aleksego III Angelosów, który – po zdobyciu Konstantynopola przez krzyżowców w 1204 roku – utworzył jedno z państw powstałych na ziemiach byłego cesarstwa – Despotat Epiru, którym władał w latach 1205–1215.

## Życiorys
Michał I Angelos, właściwie Michał I Angelos Dukas Komnen, gdyż te trzy nazwiska cesarskie nosiła pierwsza dynastia władców Epiru, był nieślubnym synem sebastokratora Jana Dukasa, kuzynem cesarzy z dynastii Angelosów – Izaaka II i Aleksego III.
Po zdobyciu Konstantynopola przez krzyżowców w 1204 roku, wziął udział w następnym roku w wyprawie jednego z wodzów krzyżowców, markiza Bonifacego z Montferratu, do Tesalii. W trakcie wyprawy zbiegł na ziemie kontrolowane przez Senacherima, który wiosną 1204 roku, wykorzystując zamęt w państwie, przejął władzę nad zarządzanymi przez siebie ziemiami wokół Nikopolis w Epirze. Kiedy Senacherim został zamordowany w następnym roku przez skłóconych z nim możnowładców, Michał objął władzę jako zięć dotychczasowego władcy.
Inaczej początki despotatu przedstawia mnich Hiob w spisanym pod koniec XIII wieku „Żywocie świętej Teodory Petrafiliny z Arty”. Według niego Michał został wysłany przez cesarza Aleksego III na Peloponez, w tym czasie będący w rękach łacinników. Ostatecznie jednak opanował leżącą na południu Epiru, u wrót Peloponezu, Artę. Po śmierci Senacherima poślubił wdowę po nim i przejął władztwo po zmarłym.
Utworzone przez Michała I państwo w krótkim czasie objęło tereny położone wokół Arty i Joaniny oraz Dyrrachionu, a także Etolię i Akarnanię. Na stolicę swego państwa Michał I wybrał położoną centralnie Joaninę. Po objęciu władzy starał się wspomóc antyłaciński opór ludności greckiej na Peloponezie. Przekroczył w tym celu Istm Koryncki, został jednak pokonany i zmuszony do odwrotu przez łacinników. Niepowodzeniem zakończyła się również podjęta w 1210 roku wyprawa do Tesalii. Chcąc skoncentrować uwagę na walce z łacinnikami Michał I zawarł jeszcze w tym samym roku układ z dożą weneckim, Piotrem Ziani, uznając jego zwierzchność, dzięki czemu zapewnił sobie spokój od zachodu. Latem 1212 roku poprowadził wyprawę na wschód, w wyniku której zajął znaczną część Tesalii wraz z Larisą, odcinając Królestwo Tessaloniki od państw łacińskich na południu. Po zwycięstwie w Tesalii, zerwał układ z Wenecją. W trakcie działań zbrojnych odbił z rąk weneckich Dyrrachion i zajął wyspę Korfu.
Michał I został zamordowany w albańskim Beracie w 1215 roku, a władzę po nim przejął jego przyrodni brat Teodor Angelos Dukas Komnen.